# Argela
Argela est une paroisse civile portugaise (en portugais : freguesia) de la municipalité de Caminha dans le district de Viana do Castelo.

## Géographie
Argela est située à l'est de Caminha. Elle est desservie par l'autoroute A28 (sortie no 28).

## Histoire
Argela est mentionnée dès le XIIIe siècle, au sein du diocèse de Tui.

## Démographie
Lors du recensement de 2021, Argela compte 375 habitants.